# Iryna Bekeschkina

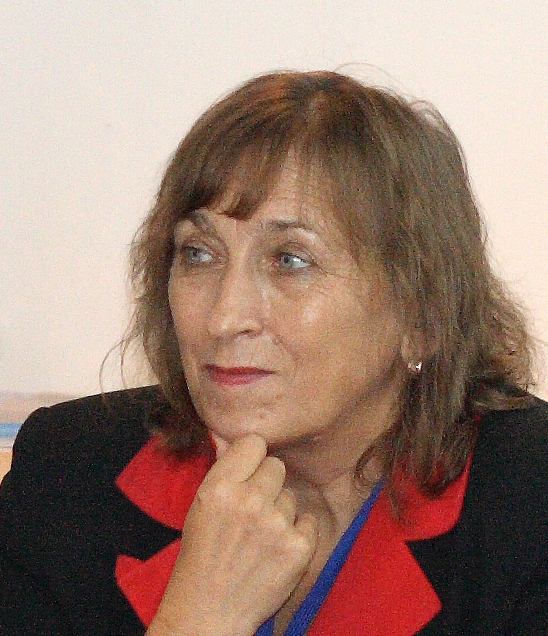
Iryna Bekeschkina (2009)

 Iryna Erykiwna Bekeschkina (ukrainisch Ірина Ериківна Бекешкіна; * 4. Februar 1952 in Iwdel, Oblast Swerdlowsk, Russland; † 20. März 2020 in Kiew, Ukraine) war eine ukrainische Soziologin. Sie war von 2010 bis 2020 Direktorin der Stiftung Demokratische Initiativen Ilko Kutscheriw (Фонд «Демократи́чні ініціати́ви імені Ілька́ Ку́черіва»).

## Leben und Werk
Bekeschkina graduierte 1974 an der Philosophischen Fakultät der Staatlichen Universität Taras Schewtschenko Kiew. Sie absolvierte dann ein Aufbaustudium am Institut für Philosophie der Akademie der Wissenschaften und promovierte in Philosophie. 1977 wurde sie Forscherin an der Sowjetischen Akademie der Wissenschaften und ab 1990 arbeitete sie als Forscherin am Institut für Soziologie der Nationalen Akademie der Wissenschaften der Ukraine.
Sie war wissenschaftliche Redakteurin einer der führenden Philosophiezeitschriften der Ukraine, der Zeitschrift Filosofska Dumka (Філософська думка). Sie war als Junior und Senior Researcher am Institut für Philosophie der Akademie der Wissenschaften der Ukrainischen SSR tätig. 1991 wurde sie wissenschaftliche Mitarbeiterin am Institut für Soziologie der Nationalen Wissenschaftsakademie der Ukraine. 1996 wurde sie stellvertretende Direktorin der Stiftung für demokratische Initiativen von Ilko Kutscheriw, einer der ersten Organisatoren von Austrittsumfragen in der unabhängigen Ukraine. Dort forschte sie und veröffentlichte hauptsächlich Arbeiten zur Soziologie von Politik und Wahlen, wobei sie sich insbesondere auf die Politik der Ukraine konzentrierte.
2001 wurde sie Wissenschaftliche Direktorin der Stiftung und Herausgeberin des Bulletins Politisches Porträt der Ukraine (Політичний портрет України) der Stiftung. Sie war auch Vorstandsmitglied des Verbindungsbüros der ukrainischen Think Tanks und gehörte der Detektor-Media-NGO an, einer ukrainischen Medienüberwachungsorganisation.
Bekeschkina wurde 2007 vom Magazin Focus auf Platz 38 der einflussreichsten Frauen der Ukraine und 2008 auf Platz 51 der einflussreichsten Frauen der Ukraine gewählt. Zur Erläuterung dieser Rangliste zitierte das Magazin ihre öffentlichkeitswirksame Arbeit in der Erforschung politischer Informationen und der ukrainischen Außenpolitik. 2018 und 2020 wurde sie in die Liste der 100 erfolgreichsten Frauen der Ukraine von der Zeitschrift HB  aufgenommen.
Sie war Senior Fellow der Nationalen Akademie der Wissenschaften der Ukraine und war Autorin von über 100 wissenschaftlichen Arbeiten.
Sie starb im Alter von 68 Jahren an Magenkrebs.